# Czesław Dąbrowski (ur. 1932)
Czesław Zdzisław Dąbrowski (ur. 4 kwietnia 1932 w Niedźwiadnej) – polski polityk, poseł na Sejm PRL IX kadencji.

## Życiorys
W 1956 uzyskał tytuł zawodowy magistra historii na Katolickim Uniwersytecie Lubelskim. Kierował oddziałem „Słowa Powszechnego” w Częstochowie, następnie był redaktorem w oddziale lubelskim pisma (1958–1982). Od 1958 zasiadał w prezydium Zarządu Wojewódzkiego Towarzystwa Rozwoju Ziem Zachodnich (do 1970) oraz Wojewódzkiego Komitetu Frontu Jedności Narodu (do 1981). W 1960 zasiadł w prezydium zarządu wojewódzkiego Towarzystwa Przyjaźni Polsko-Radzieckiej. Był radnym Miejskiej Rady Narodowej w Lublinie (1978–1984) oraz Wojewódzkiej Rady Narodowej (od 1984). Działał w Patriotycznym Ruchu Odrodzenia Narodowego, zasiadając w jego władzach krajowych (jako członek Rady Krajowej w 1983) i wojewódzkich.
W 1985 zdobył mandat posła na Sejm PRL IX kadencji w okręgu Lublin z ramienia Stowarzyszenia „Pax”, w którym był członkiem zarządu głównego. W Sejmie zasiadał w Komisji Budownictwa, Gospodarki Przestrzennej, Komunalnej i Mieszkaniowej, Komisji Edukacji Narodowej i Młodzieży, Komisji Nadzwyczajnej do rozpatrzenia projektu ustawy o zasadach udziału młodzieży w życiu państwowym, społecznym, gospodarczym i kulturalnym, Komisji Nadzwyczajnej do rozpatrzenia poselskiego projektu ustawy o konsultacjach społecznych i referendum oraz w Komisji Nadzwyczajnej do rozpatrzenia projektu ustawy Prawo o stowarzyszeniach oraz projektów ustaw dotyczących związków zawodowych. W wyborach parlamentarnych w 1989 bez powodzenia ubiegał się o reelekcję. Był wiceprzewodniczącym zarządu Okręgu Środkowo-Wschodniego Polskiego Klubu Ekologicznego.
Odznaczony Orderem Odrodzenia Polski, Odznaką 1000-lecia Państwa Polskiego oraz Srebrnym i Złotym Krzyżem Zasługi.